# 富爾頓 (密西西比州)
富爾頓（英語：Fulton）是一個位於美國密西西比州伊塔宛巴縣的城市。根據2010年美國人口普查，該地共人口3,961人，而該地的面積約為22.60平方千米。同時該地也是伊塔万巴縣的縣治。

## 地理
富爾頓的座標為34°15′58″N 88°24′05″W / 34.26611°N 88.40139°W，而該地的平均海拔高度為104米（即341英尺）。